# 2016 FU59
2016 FU59 est un objet de la ceinture de Kuiper faisant partie des cubewanos; son orbite est encore très mal connue n'ayant un arc d'observation que de trois jours.

## Caractéristiques
2016 FU59 mesure environ 180 kilomètres de diamètre.